# Battistero di San Giovanni in Fonte (Sala Consilina)
Il battistero di San Giovanni in Fonti o battistero di Marcelliano è un edificio religioso situato nel comune di  Padula, in contrada Fonti.

## Storia
Il battistero testimonia uno dei più antichi insediamenti del cristianesimo in epoca tardoantica: infatti, la tradizionale attribuzione del nome Marcellianum a papa Marcello (308-309) risulta palesemente errata, tanto che si dovrebbe spostare la data di fondazione quantomeno al tardo IV secolo. Cassiodoro ne riporta la notizia nelle sue Variae, citandolo a riguardo della fiera annuale di San Cipriano che si svolgeva a Marcelliano, antico sobborgo di Cosilinum. Il 4 Agosto 2019 il battistero si è trasformato nella tappa della 26 Pedalata Ecologica organizzata dalla Bike in Tour 
Cassiodoro Egli scrive:
(Cassiodoro, Variae, VIII 33, 1, 3, 5-6 - trad. Raffaello Bosco-Martina Romaniello)

Battistero di San Giovanni in Fonti, Padula, foto del 1972

Il battistero sorgeva sulle mura di un preesistente edificio pagano, evidente dal fatto, tra l'altro, che furono trovate nelle sue vicinanze molte tombe. Infatti, nel 1928, crollato un muro di rafforzamento nella sua parte occidentale, fu ritrovata un'epigrafe incisa sullo stipite di una porta, probabilmente da una tomba pagana del luogo.̝ La tomba, di età imperiale, portava l'incisione D(is) M(anibus)/ MARC/ELLIN/O FILIO /PARENT(es) / FECER(unt). Già nel 1903, comunque, in un varco del torrente Fonti fu trovata un'epigrafe di cui restava solo il frammento inferiore destro, con inciso (F)ILIAE LE.../PATER; i frammenti funerari, comunque, furono molti.
Gli affreschi presenti e trasportati nella certosa di Padula sembrano databili tra la fine del X secolo e l'inizio del secolo successivo, periodo in cui sappiamo, dai resti archeologici, che il battistero fu in parte abbandonato. Nell'anno 1077, in cui il conte normanno di Marsico, Rinaldo Malaconvenienza, donò ai benedettini di Venosa la chiesa di San Giovanni in Fonti.
Nel corso del XIX secolo si abbandona la maggior parte delle strutture a causa dell’innalzamento dell’acqua, quindi si passa ad utilizzare solo l’ambiente ad ovest.

## Struttura

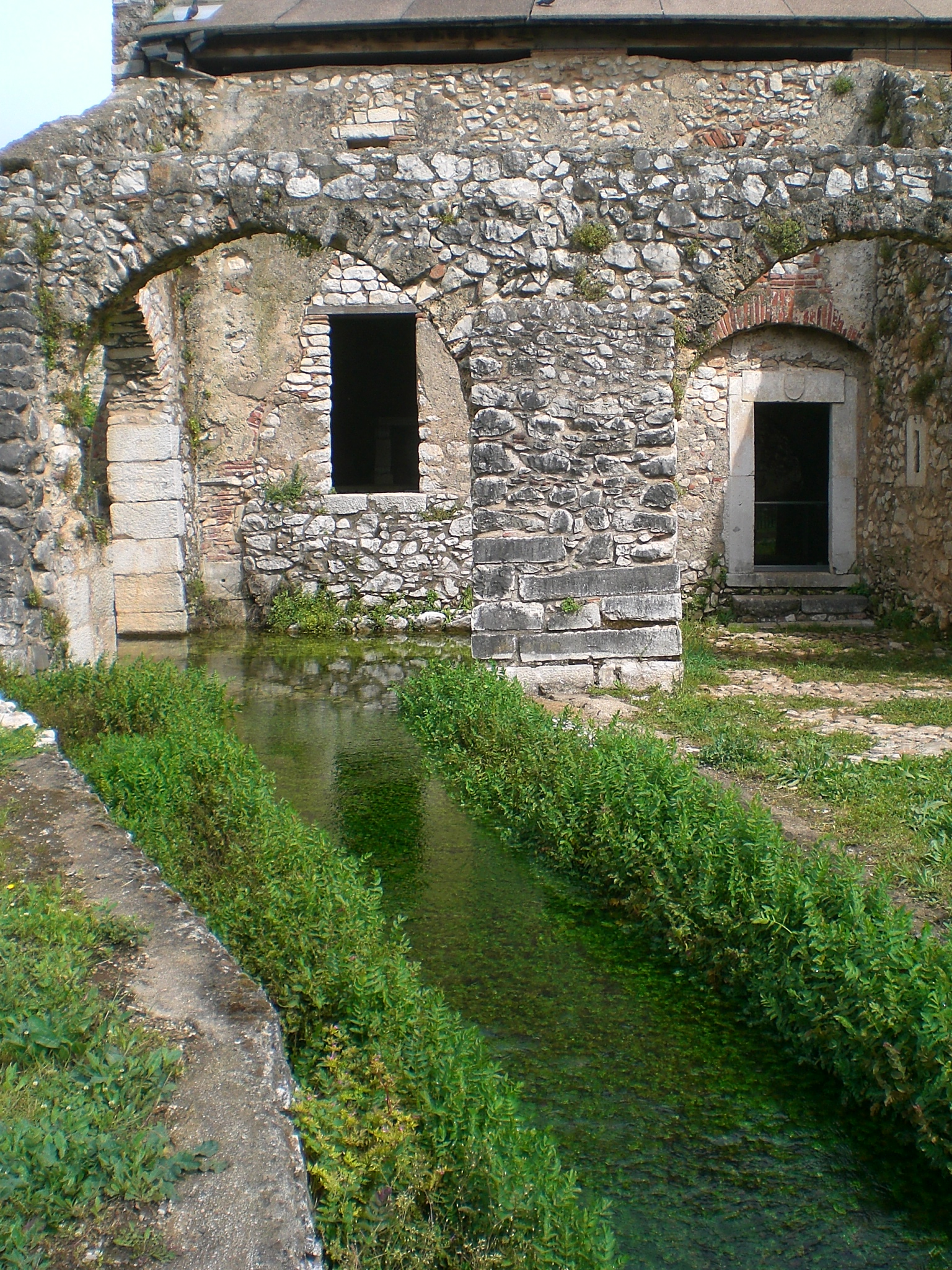
Il torrente che attraversa il battistero di Marcelliano

Il battistero di Marcelliano, costruito in laterizi, visibili ancora nelle pareti a nord e ad est, si caratterizza per la sorgente collocata al centro della chiesa, le cui acque, raccolte in una vasca, consentivano il battesimo dei fedeli per immersione. Presenta una struttura a pianta quadrangolare fondata su degli archi; al centro del battistero si trova dell’acqua che proviene dalla sorgente che si trova proprio al di sotto dell'edificio. Subito sulla sinistra si trova un altare, elevato con il passare del tempo per impedire all'acqua di inondarlo.
All’interno del battistero è, poi, presente un affresco che raffigura dei santi: su una parete della cappella absidata, infatti, probabilmente posti ai lati della figura di Cristo, erano dipinti i quattro evangelisti, oggi conservati nella certosa di Santo Stefano in Calabria. Queste raffigurazioni rispecchiano, secondo gli studiosi, quelle dei battisteri più antichi. Nell'abside, la presenza di resti di personaggi sui troni e delle fasce percorse ad onde rossastre, con i resti di un'aureola con croce, fa pensare che la scena rappresentata fosse un Giudizio Universale.

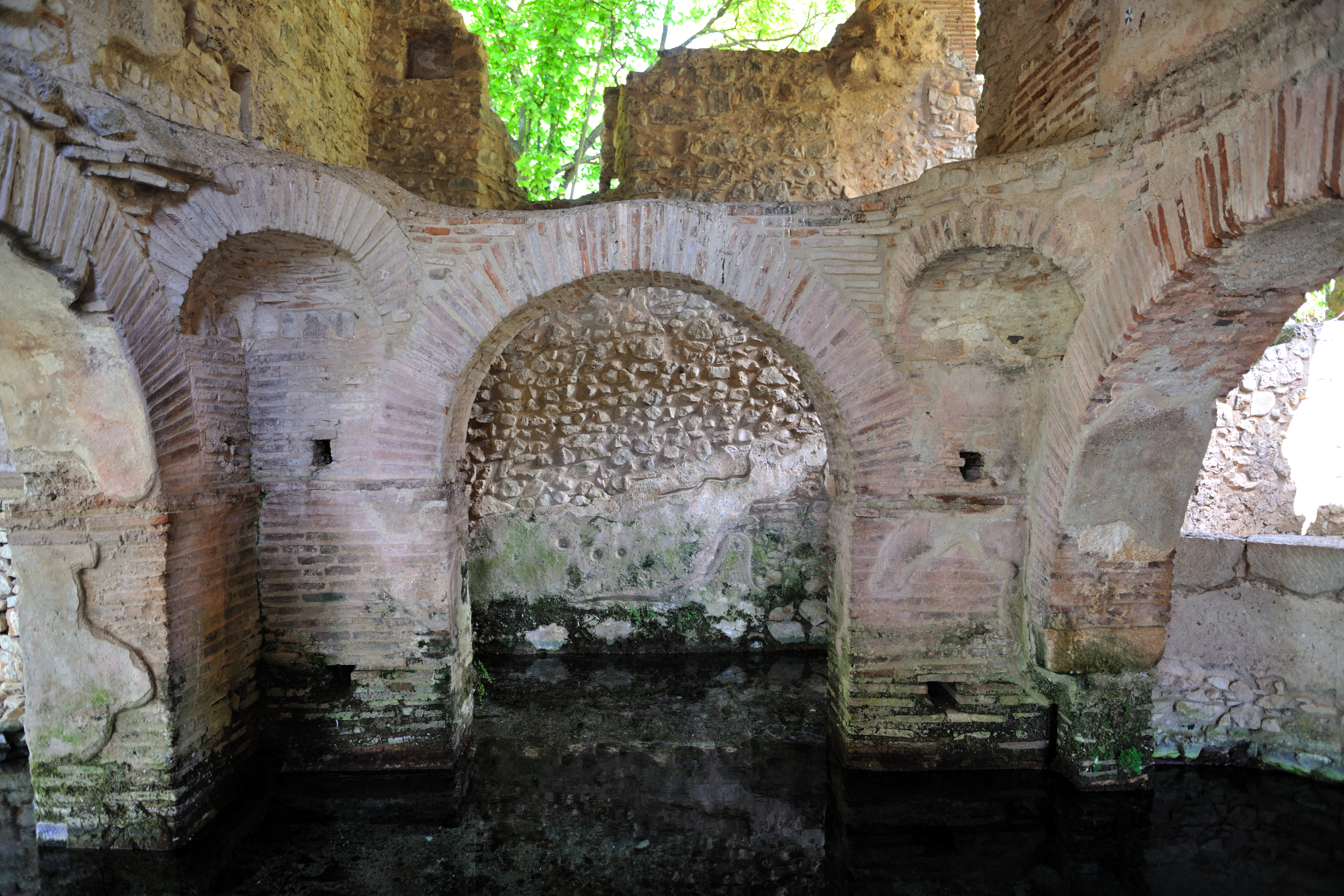
Abside del Battistero di Marcelliano